# 圭亞那毛鼻鯰
圭亞那毛鼻鯰（学名：Trichomycterus guianense），為輻鰭魚綱鯰形目毛鼻鯰科的其中一種。分布於南美洲委內瑞拉、蓋亞那淡水流域，體長可達7.7公分。

## 扩展阅读
維基物種上的相關：圭亞那毛鼻鯰